# 올림픽 선서
올림픽 선서는 각 올림픽의 개막식에서 올림픽에 참가하는 선수들 중 대표하는 한 선수와 공식 올림픽 심판 중 한 명, 공식 선수단의 코치 중 한 명이 하는 엄숙한 약속이다. 원래는 선수, 심판, 코치의 선서가 각각 따로따로 진행되었으나 2018년 평창 동계올림픽부터 세 선서가 하나로 통합되고, 심판과 코치는 이름만 건 채 선수가 모든 선서를 하는 방식으로 바뀌었다.

## 선서

### 통일 선서 (2018~)
2018년 평창 동계 올림픽부터 선서는 하나만 하게 되었다.
선수 대표, 심판 대표, 코치 대표는 다음과 같이 자신의 이름을 걸고 선서를 시작한다.
모든 선수들의 이름으로,
모든 심판들의 이름으로,
모든 코치와 경기 임원들의 이름으로.
이후 선수가 나서 다음과 같은 선서를 읽는다.
우리는 올림픽 관련 규칙을 존중하고 준수하며, 페어플레이의 정신으로 본 올림픽에 참가할 것을 약속합니다. 우리는 스포츠의 영광과 팀의 명예를 위하고 올림픽 정신의 근본 원칙을 준수하며, 도핑 및 부정행위를 하지 않고 스포츠에 전념할 것을 약속합니다.

### 기존의 선서 (~2016)
2018년 평창 동계 올림픽 이전에는 다음과 같이 진행했다. 개최국 선수단의 한 선수는, 다음과 같은 올림픽 선서를 읽으며 올림픽기를 들거나 잡고 있어야 한다.
나는 올림픽 대회에 관한 규칙을 존중하고 이를 준수하면서 스포츠의 영광과 팀의 명예를 위하여 도핑과 약물 투여를 하지 않고 진정한 스포츠맨십의 정신으로 올림픽 대회에 참가할 것을 모든 선수의 이름으로 서약합니다.
In the name of all competitors, I promise that we shall take part in these Olympic Games, respecting and abiding by the rules that govern them, committing ourselves to a sport without doping and without drugs, in the true spirit of sportsmanship, for the glory of sport and the honour of our teams.

주최국 출신의 심판은 또한 올림픽기를 들며 약간 다른 선서를 읽어야 한다.
나는 본 올림픽 대회에서 올림픽에 관한 저반 규칙을 존중하고 준수하면서 진정한 스포츠맨십의 정신으로 공평무사하게 직무를 수행할 것을 모든 심판의 이름으로 서약합니다.
In the name of all the judges and officials, I promise that we shall officiate in these Olympic Games with complete impartiality, respecting and abiding by the rules which govern them in the true spirit of sportsmanship.

2010년 하계 청소년 올림픽부터는 선수들을 지도하는 코치 역시 선서를 하게 되었다.
나는 올림픽에 관한 근본 규칙에 따라 스포츠맨십과 페어플레이의 정신을 완전히 동반하고 유지하면서 헌신할 것을 모든 코치와 수행단의 이름으로 서약합니다.
In the name of all the coaches and other members of the athletes' entourage, I promise that we shall commit ourselves to ensuring that the spirit of sportsmanship and fair play is fully adhered to and upheld in accordance with the fundamental principles of Olympism.

## 역사
올림픽 대회에 선서를 도입하자는 이야기는 1906년 국제올림픽위원회 (IOC)의 창시자이자 회장이었던 피에르 드 쿠베르탱이 <올림픽 보고서> (Revue Olympique)에서 처음으로 제안하였다. 이는 올림픽 대회의 공명정대를 보장하기 위한 노력이었다.
올림픽 선서는 벨기에 안트베르펜에서 열린 1920년 하계 올림픽의 개막식에서 처음 이뤄졌다. 당시 펜싱, 수구 선수였던 빅토르 보앵이 처음으로 선수 선서를 맡았다. 이후 일본 삿포로에서 열린 1972년 동계 올림픽에서는 심판 선서가 처음으로 도입되었으며, 아사키 후미오가 맡았다.
1920년 당시 빅토르 보앵이 선서했던 내용은 다음과 같다.
"우리는 조국의 명예와 스포츠의 영광을 위하여 기사도의 정신으로 올림픽 대회에 참가할 것을 맹세한다. (We swear. We will take part in the Olympic Games in a spirit of chivalry, for the honour of our country and for the glory of sport.)"
1961년에는 '맹세'라는 표현이 '서약 (promise)'으로, '조국의 명예'는 '팀의 명예 (the honour of our teams)'로 수정되었는데, 올림픽 대회에 민족주의적인 색채를 없애려는 중대한 노력 가운데 하나였다. 따라서 올림픽 선서는 다음과 같은 내용이 되었으며, 1998년 동계 올림픽까지 유지되었다.
"나는 올림픽 대회에 관한 규칙을 존중하고 이를 준수하면서 스포츠의 영광과 팀의 명예를 위하여 진정한 스포츠맨십의 정신으로 올림픽 대회에 참가할 것을 모든 선수의 이름으로 서약합니다."
1999년 국제올림픽위원회가 도핑과의 전면전에 나서면서 세계반도핑기구를 설립하였다. 그와 더불어 선수 선서는 도핑과 약물을 하지 않겠다는 단락을 추가하게 되었으며, 이때 수정된 선서문이 바로 앞서 소개된 선서문이다. 2000년 하계 올림픽부터 도핑 부분이 추가된 선수 선서를 하게 되었다.

## 역대 올림픽 선서
역대 올림픽 대회에서 올림픽 선서를 한 사람은 다음과 같다.
| 대회               | 선수                                         | 심판                      | 코치                          | 언어                                       |
| ------------------ | -------------------------------------------- | ------------------------- | ----------------------------- | ------------------------------------------ |
| 1920년 하계 올림픽 | 빅토르 보앵                                  | -                         | -                             | 벨기에 네덜란드어/벨기에 프랑스어          |
| 1924년 동계 올림픽 | 카미유 망드리용                              | -                         | -                             | 프랑스어                                   |
| 1924년 하계 올림픽 | 제오 앙드레                                  | -                         | -                             | 프랑스어                                   |
| 1928년 동계 올림픽 | 한스 아이덴벤츠                              | -                         | -                             | 스위스 독일어                              |
| 1928년 하계 올림픽 | 해리 데니스                                  | -                         | -                             | 네덜란드어                                 |
| 1932년 동계 올림픽 | 잭 셰어                                      | -                         | -                             | 미국 영어                                  |
| 1932년 하계 올림픽 | 조지 콜넌                                    | -                         | -                             | 미국 영어                                  |
| 1936년 동계 올림픽 | 빌리 보그너 경                               | -                         | -                             | 독일어                                     |
| 1936년 하계 올림픽 | 루돌프 이스마이어                            | -                         | -                             | 독일어                                     |
| 1948년 동계 올림픽 | 비비 토리아니                                | -                         | -                             | 스위스 이탈리아어                          |
| 1948년 하계 올림픽 | 도널드 핀레이                                | -                         | -                             | 영어                                       |
| 1952년 동계 올림픽 | 토르비외른 팔캉에르                          | -                         | -                             | 노르웨이어                                 |
| 1952년 하계 올림픽 | 헤이키 살보라이넨                            | -                         | -                             | 핀란드어                                   |
| 1956년 동계 올림픽 | 줄리아나 미누초                              | -                         | -                             | 이탈리아어                                 |
| 1956년 하계 올림픽 | 존 랜디 (멜버른) 헨리 세인트 시르 (스톡홀름) | -                         | -                             | 영어 스웨덴어                              |
| 1960년 동계 올림픽 | 캐롤 헤이스                                  | -                         | -                             | 미국 영어                                  |
| 1960년 하계 올림픽 | 아돌포 콘솔리니                              | -                         | -                             | 이탈리아어                                 |
| 1964년 동계 올림픽 | 파울 아슈트                                  | -                         | -                             | 오스트리아 독일어                          |
| 1964년 하계 올림픽 | 오노 다카시                                  | -                         | -                             | 일본어                                     |
| 1968년 동계 올림픽 | 레오 라크루아                                | -                         | -                             | 프랑스어                                   |
| 1968년 하계 올림픽 | 파블로 가리도                                | -                         | -                             | 멕시코 스페인어                            |
| 1972년 동계 올림픽 | 스즈키 게이치                                | 아사키 후미오             | -                             | 일본어                                     |
| 1972년 하계 올림픽 | 하이디 쉴러                                  | 하인츠 폴라이             | -                             | 독일어                                     |
| 1976년 동계 올림픽 | 베르너 델레 카르트                           | 빌리 쾨스팅거             | -                             | 오스트리아 독일어                          |
| 1976년 하계 올림픽 | 피에르 생장                                  | 모리스 포제               | -                             | 캐나다 프랑스어 (생장), 캐나다 영어 (포제) |
| 1980년 동계 올림픽 | 에릭 헤이든                                  | 테리 맥더못               | -                             | 미국 영어                                  |
| 1980년 하계 올림픽 | 니콜라이 안드리아노프                        | 알렉산더 메드베드         | -                             | 러시아어                                   |
| 1984년 동계 올림픽 | 보얀 크리자이                                | 드라간 페로비츠           | -                             | 세르보크로아트어                           |
| 1984년 하계 올림픽 | 에드윈 모시스                                | 샤론 웨버                 | -                             | 미국 영어                                  |
| 1988년 동계 올림픽 | 피에르 하비                                  | 수잔나 모로프랜시스       | -                             | 캐나다 영어                                |
| 1988년 하계 올림픽 | 허재 손미나                                  | 이학래                    | -                             | 한국어                                     |
| 1992년 동계 올림픽 | 쉬리아 보날리                                | 피에르 보르나             | -                             | 프랑스어                                   |
| 1992년 하계 올림픽 | 루이스 도레스테 블랑코                       | 에우제니 아센시오         | -                             | 스페인어/카탈루냐어                        |
| 1994년 동계 올림픽 | 베가르 울방                                  | 카리 코링                 | -                             | 영어 (울방), 노르웨이어 (카링)             |
| 1996년 하계 올림픽 | 테레사 에드워즈                              | 하비 빌링즐리             | -                             | 미국 영어                                  |
| 1998년 동계 올림픽 | 오기와라 겐지                                | 히라마츠 준코             | -                             | 일본어                                     |
| 2000년 하계 올림픽 | 레이첼 호크스                                | 피터 커                   | -                             | 오스트레일리아 영어                        |
| 2002년 동계 올림픽 | 지미 셰어                                    | 앨런 처치                 | -                             | 미국 영어                                  |
| 2004년 하계 올림픽 | 조이 디모스차키                              | 라자로스 보레아디스       | -                             | 그리스어                                   |
| 2006년 동계 올림픽 | 조르조 로카                                  | 파비오 비앙케티           | -                             | 이탈리아어                                 |
| 2008년 하계 올림픽 | 장이닝                                       | 황리핑                    | -                             | 중국어                                     |
| 2010년 동계 올림픽 | 헤일리 위컨하이저                            | 미셸 베롤                 | -                             | 캐나다 영어/캐나다 프랑스어                |
| 2012년 하계 올림픽 | 새라 스티븐슨                                | 미크 바시                 | 에릭 패럴                     | 영어                                       |
| 2014년 동계 올림픽 | 루슬란 자하로프                              | 뱌체슬라프 베데닌         | 아나스타샤 포포바             | 러시아어                                   |
| 2016년 하계 올림픽 | 로버트 샤이트                                | 마르치뉴 노브리           | 아드리아나 산투스             | 브라질 포르투갈어                          |
| 2018년 동계 올림픽 | 모태범                                       | 김우식                    | 박기호                        | 한국어                                     |
| 2020년 하계 올림픽 | 야마가타 료타 이시카와 가스미                | 가토 마사토 쓰자키 아스미 | 이노우에 고세이 우쓰기 레이카 | 일본어                                     |
| 2022년 동계 올림픽 | 류자위 왕창                                  | 타오융춘                  | 지샤오어우                    | 중국어                                     |

## 같이 보기
- 올림픽 상징